# Кпормакпор, Дэвид Дональд
Дэ́вид До́нальд Кпормакпор (англ. David Donald (Dower) Kpormakpor; род. 28 сентября 1935 — 19 августа 2010) — либерийский политик и общественный деятель; первый председатель Государственного совета (1994—1995).

## Биография
Выходец из народа Гола, родился в графстве Боми, 28 сентября 1935 года. Окончил Университет Либерии, и позже работал помощником судьи, в Верховном суде Либерии.
Во время Первой гражданской войне в Либерии, был избран первым председателем Государственного совета. После года пребывания в своей должности, Кпормакпор уступил свой пост Уилтону Санкавулу.
Переехал в США, где жил в районе Статен-Айленд. Скончался 19 августа 2010 года, в Нью-Йорке.